# Libidissi
Libidissi ist ein Agententhriller und der erste veröffentlichte Roman des Autors Georg Klein. Er erschien 1998 im Alexander Fest Verlag.

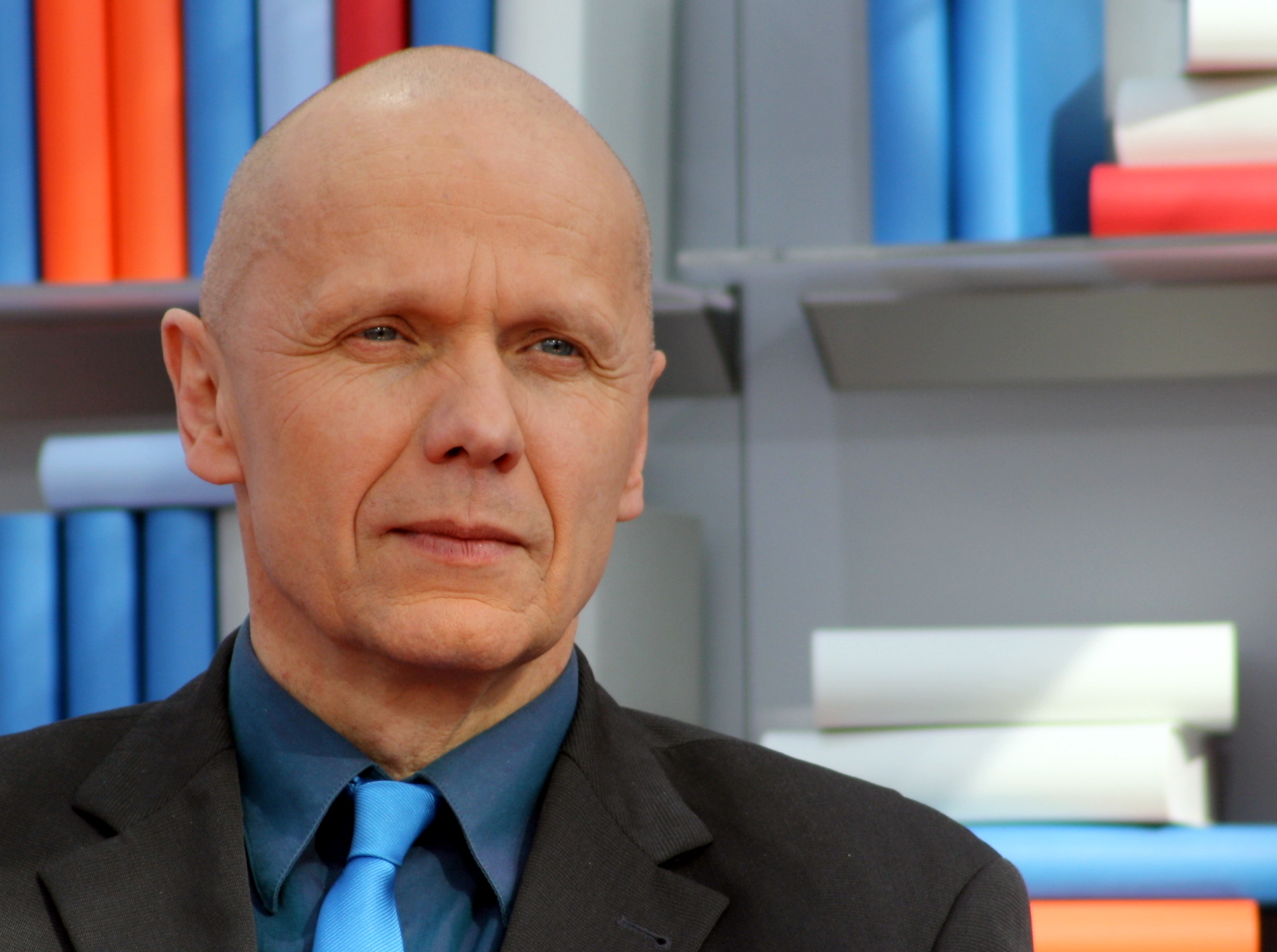
Georg Klein auf der Leipziger Buchmesse 2010

## Inhalt
Die Handlung des Romans spielt sich in der fiktiven futuristischen Stadt Libidissi ab. Geschildert wird diese multiperspektivisch. Spaik hat seinen Dienst als Agent in Libidissi für eine Regierungsorganisation beendet und ist vom Touristen zu einem Bewohner Libidissis geworden. Neben seiner Perspektive wird auch die seiner Antagonisten eingenommen. Zwei Agenten von Spaiks ehemaligem Arbeitgeber reisen als Augenärzte getarnt in die Stadt, um ihn ausfindig zu machen und umzubringen. Einer der beiden männlichen Agenten erzählt die Geschichte aus der Perspektive der zweiten Person Singular. 
Im Rahmen der Darstellung von Spaiks Alltag sowie durch die Verfolgung lernt der Leser die Stadt Libidissi, ihre Geschichte und die verschiedenen Bevölkerungsgruppen kennen. Besonders hervorgehoben sind die sogenannten Gahisten, welche eine Art religiöse Extremistengruppe auf Basis der Lehren des großen Gahi bilden. Der große Gahi wird im Buch als eine Art Guru beleuchtet, welcher vor seinem Tod in Fernsehübertragungen seine Weltanschauung (Gahismus) predigte.

## Auszeichnungen
- Brüder-Grimm-Preis der Stadt Hanau (1998)[2]